# الجزيرة الخضراء (الكويت)

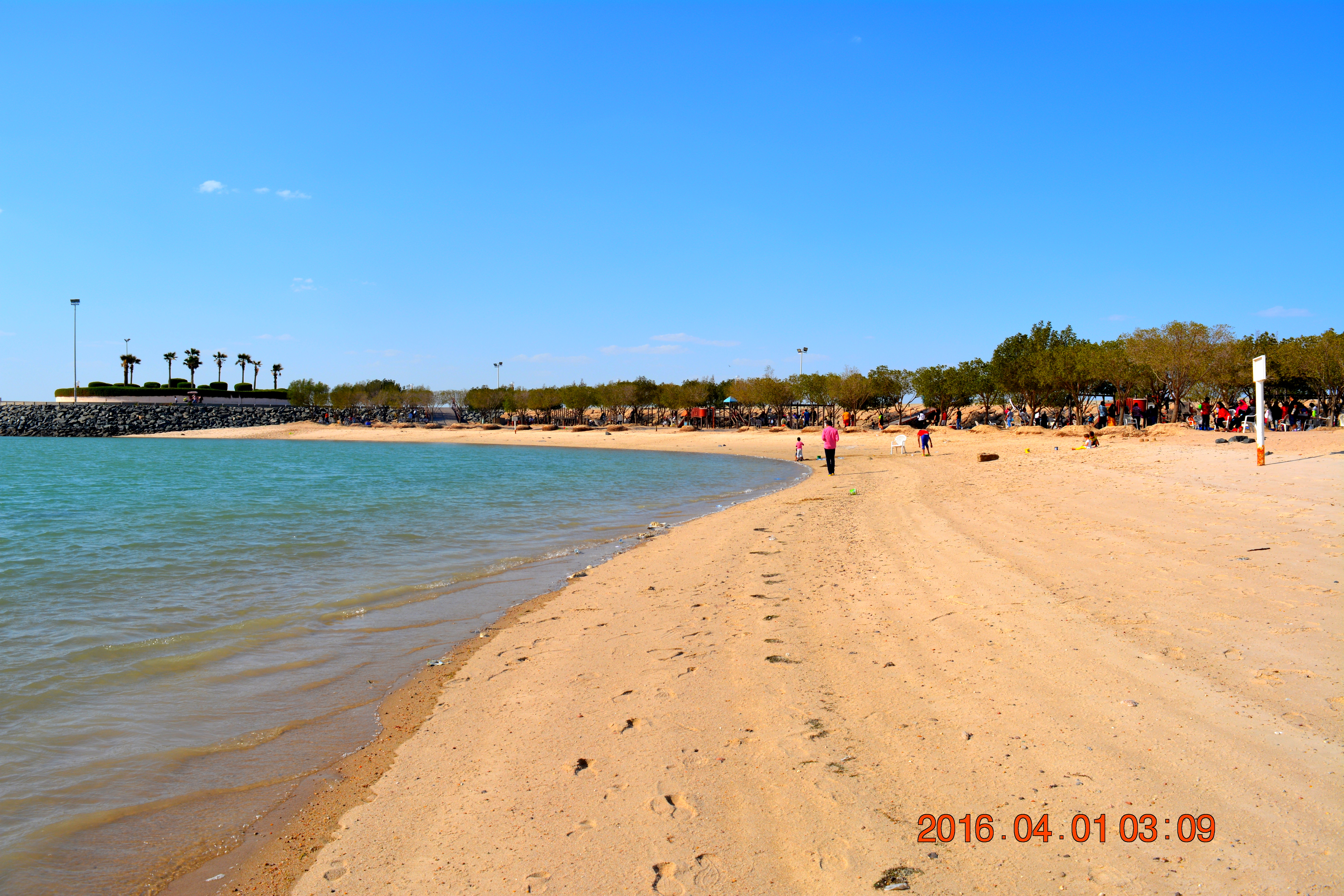
شاطئ على الجزيرة الخضراء

الجزيرة الخضراء هي جزيرة اصطناعية أسست في عام 1988  من قِبَل شركة المشروعات السياحية قرب أبراج الكويت على مساحة بحرية بلغت 785 ألف مترًا مربعًا، وهي الجزيرة الصناعية الأولى في الخليج. وقطرها يبلغ حوالي نصف كيلو متر، ومحيط يبلغ 3140 مترًا، ويربطها بالبر ممر طوله 134 مترًا وهي تضم برجًا سياحيًا يبلغ ارتفاعه 35 مترًا، وقلعة ترويجية للأطفال مجهزة بخنادق وشلالات مائية صغيرة، وملف حلزوني على شكل تل دائري صغير يخترقه طريق لولبي، بالإضافة إلى مطاعم ومراكز خدمات أخرى على شكل مدرج روماني.

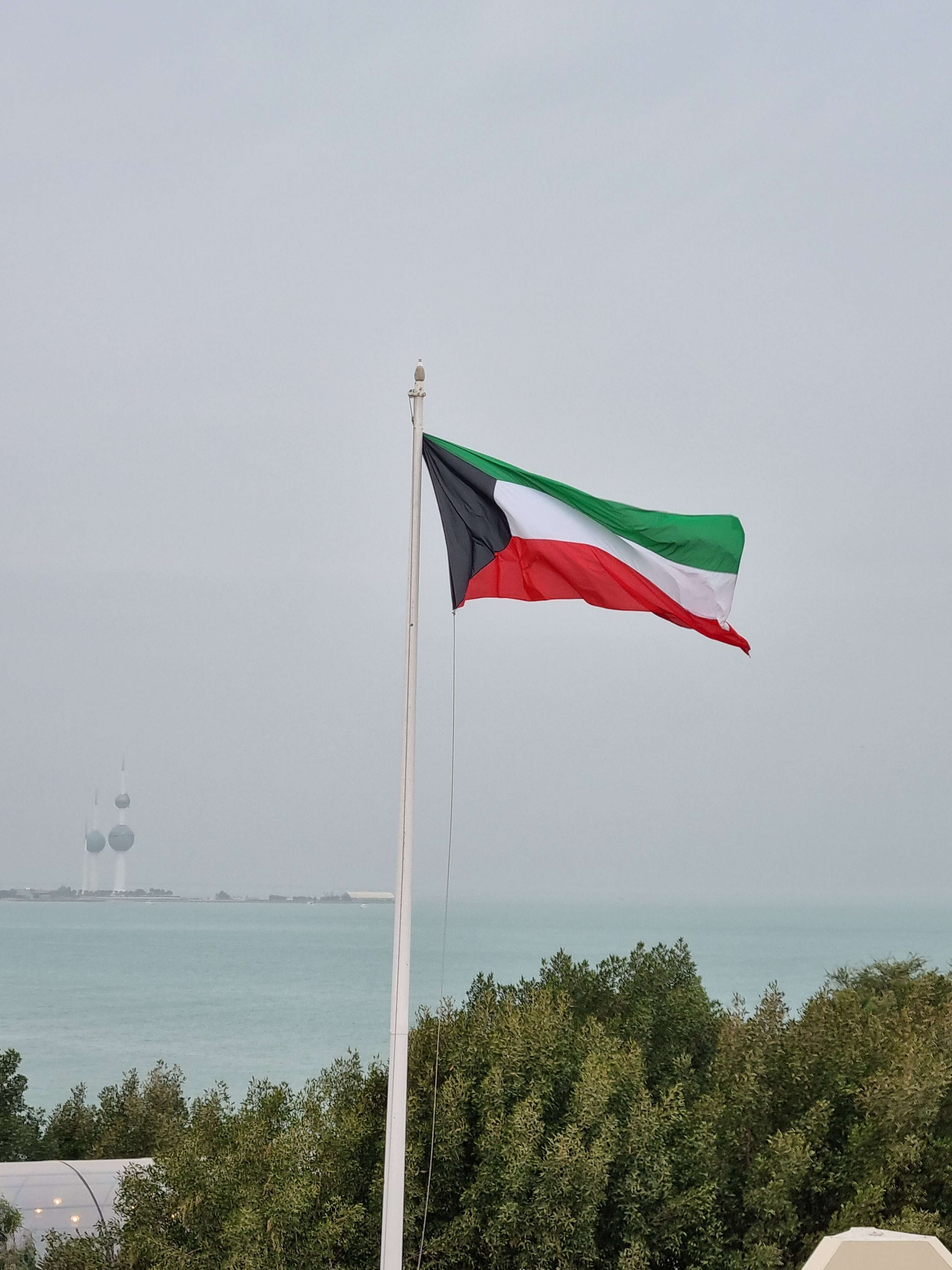
علم الكويت يرفرف في الجزيرة الخضراء

في عام 2023، أعلنت الكويت موسم الجزيرة الخضراء احتفالاً بالعيد الوطني الثاني والستين وعيد التحرير الثاني والثلاثين. تم تطوير الموسم من قبل شركة المشروعات السياحية. افتتح الموسم أبوابه في 12 فبراير 2023.
أقامت الجزيرة في هذا الموسم العديد من المطاعم والمقاهي والألعاب والمرافق الترفيهية الأخرى. كما استضاف شركة المشروعات السياحية، بالتعاون مع زين، احد أكبر عروض للطائرات "الدرون" في تاريخ الكويت. استخدام 2000 طائرة "درون" لعرض تاريخ الكويت وحاضرها ومستقبلها.

## معرض

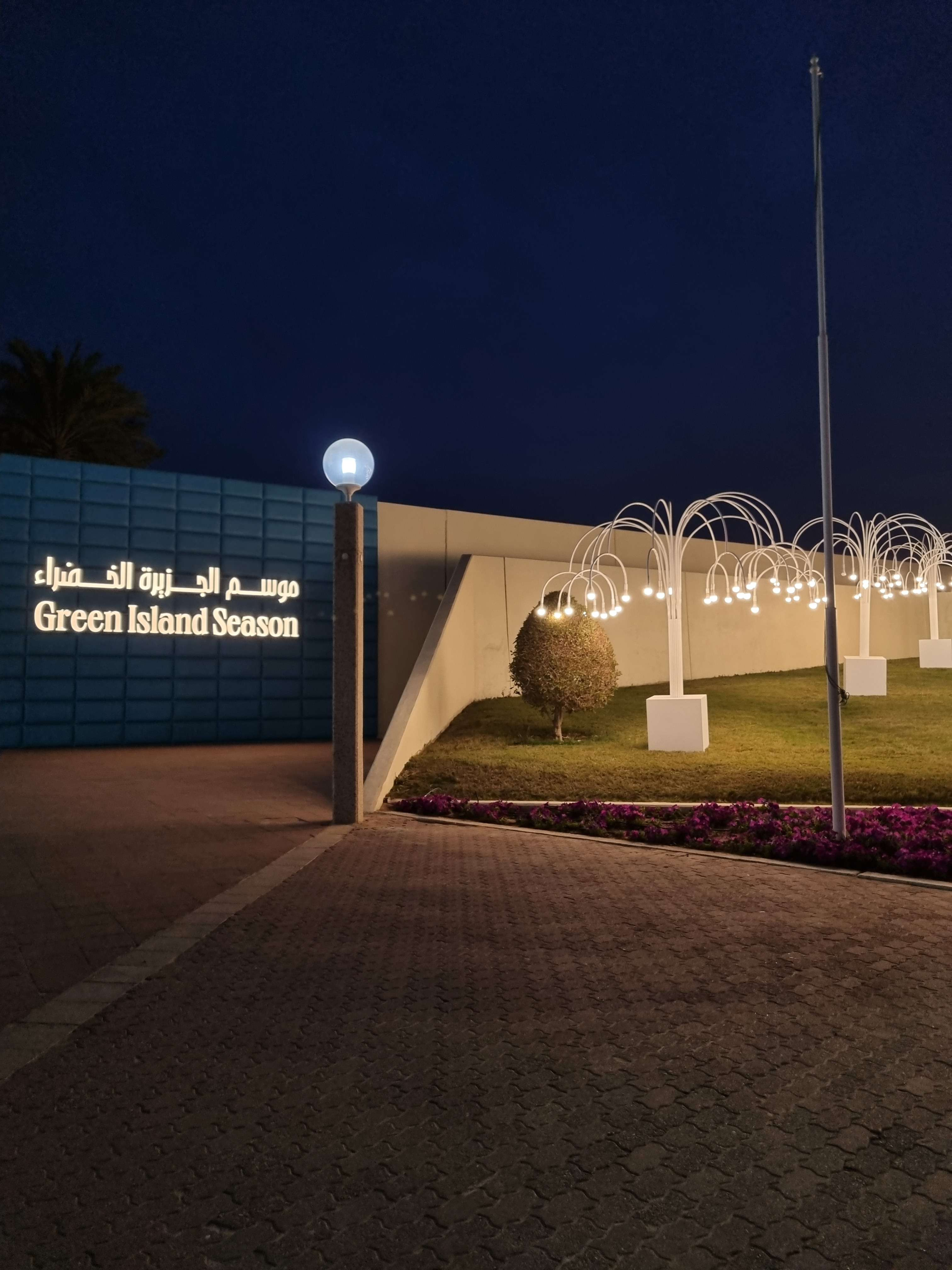
البوابة الرئيسية لموسم الجزيرة الخضراء
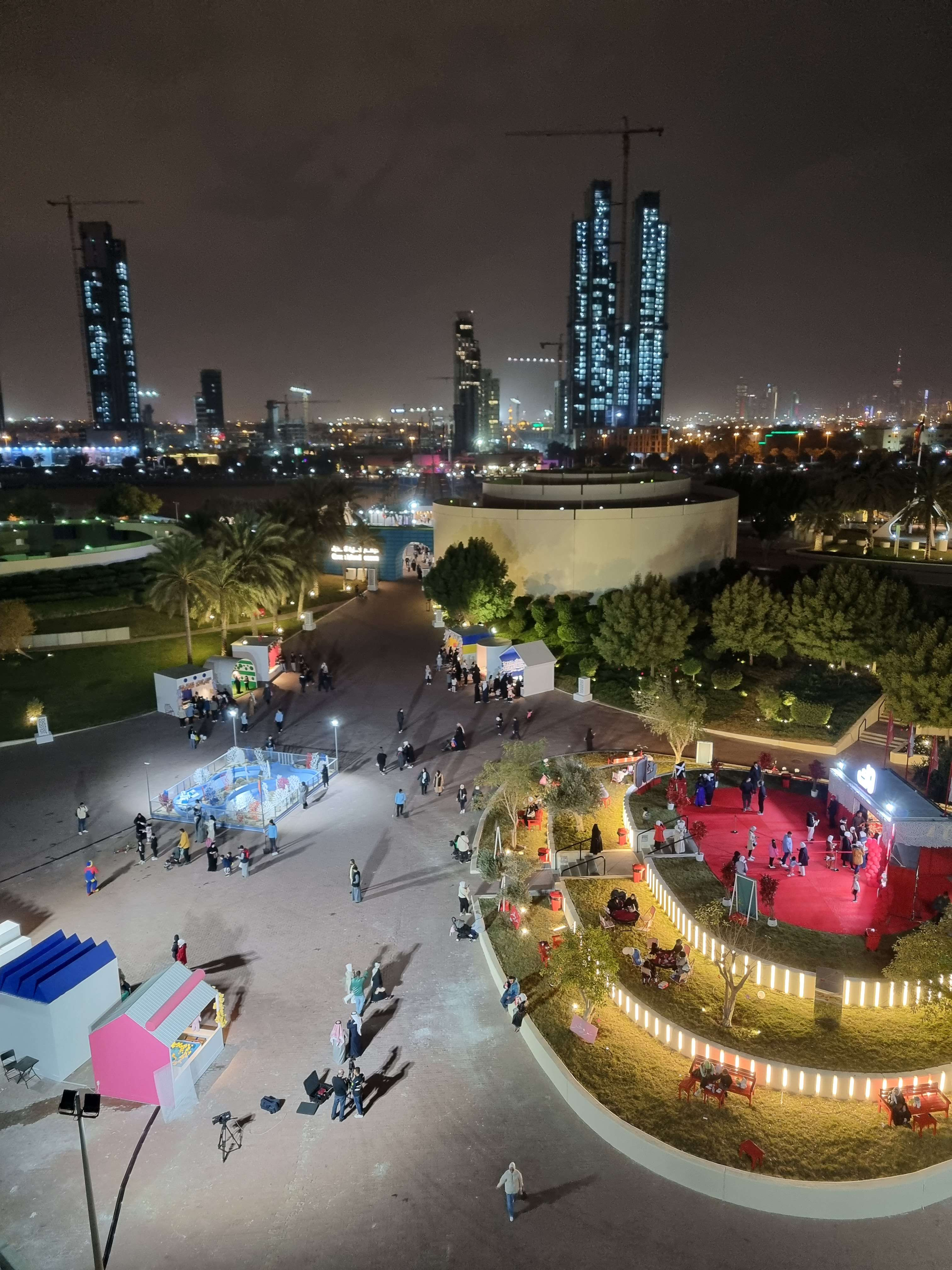
مركز الجزيرة الخضراء مع أكشاك وألعاب ومطاعم.
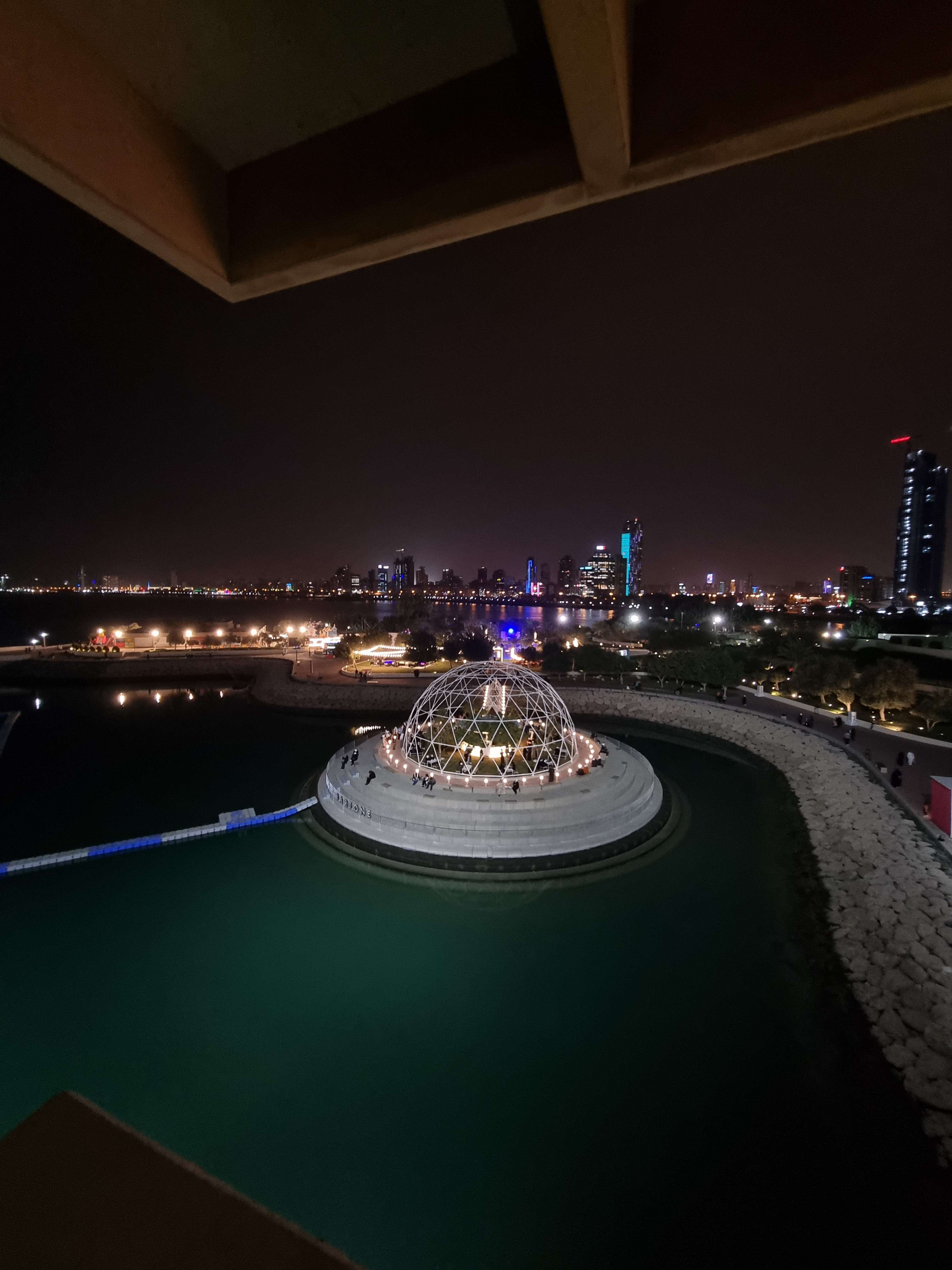
القبة في وسط الجزيرة الخضراء.